# Elly Salomé
Elly Salomé (Vlissingen, 3 maart 1922 - Laren, 4 mei 2021) was een Nederlands pianiste, conservatoriumdocente en muziekrecensente.

## Opleiding
Elly Salomé ontving haar opleiding aan het Conservatorium van de Maatschappij ter Bevordering der Toonkunst te Rotterdam, de voorloper van het Rotterdams Conservatorium, van directeur Willem Pijper. Zij begon in januari 1938 met als hoofdvak piano bij de vermaarde pedagoog Jaap Callenbach. In 1942, op 20-jarige leeftijd, behaalde zij het toen nieuwe einddiploma conservatorium cum laude, in 1949 gevolgd door het diploma kamermuziek en begeleiden (docent Hans Schouwman). De studies klavecimbel bij Hans Brandts Buys en muziekwetenschap bij prof. dr. John Daniskas, de latere rijksinspecteur van het muziekonderwijs, combineerde zij met de start van haar concertpraktijk. Musicologie (met onder andere paleografie) studeerde zij aan de Utrechtse universiteit bij prof. dr. Albert Smijers.

## Conservatorium
Aan Elly Salomé werd door Willem Pijper direct na haar piano-examen in 1942 een aantal leerlingen toevertrouwd. Als hoofdvakdocente piano aan het conservatorium waar zij zelf studeerde en welke functie zij gedurende veertig jaar bekleedde, leidde zij vele jonge musici op van wie er verschillende eveneens de weg naar het podium vonden. Genoemd kunnen onder vele anderen worden Jan Mulder, Anca Manu, Mikyong Lee, Corrie Bruinzeel, Paul Huijts, Jacques van Oortmerssen, Aad van der Hoeven en Joop Schets. Ze coacht de Russische pianiste Olga Malkina.

## Uitvoerend musicus
De concertpraktijk van Elly Salomé heeft zich vooral geconcentreerd op de kamermuziek, al vormde haar optreden met het Rotterdams Philharmonisch Orkest in het vierde pianoconcert van Saint-Saëns (1950) een der hoogtepunten. Overige belangrijke momenten heeft zij als klaveciniste beleefd als soliste in Bachs vijfde Brandenburgse concert met het Rotterdams Barokensemble onder leiding van Laurens van Wingerden, met violist Kees Bandel en fluitist Koos Verheul. Bij het Rotterdams Philharmonisch Koor speelde zij cembalo in het Rotterdams Philharmonisch Orkest onder leiding van Eduard Flipse in die Schöpfung van Haydn. Onder leiding van Fritz Rieger nam zij de klavecimbelpartijen van Bachs beide vioolconcerten met als soliste Lola Bobesco voor haar rekening. In de loop der jaren heeft Elly Salomé diverse vaste ensembles gehad. Zo vormde zij rond de jaren vijftig een duo met cellist Henk Berghout en enige tijd later was fluitist Koos Verheul een vaste partner. Van de vele zangers moet Elly Ameling zeker worden genoemd. Met violist Gabor Radnai heeft Elly Salomé van 1958 tot in de jaren zeventig een permanent duo gevormd, soms tot trio aangevuld met cellist Samuel Brill. Met de pianist Alex van Amerongen voerde zij veel tot dan toe onbekend repertoire uit o.a. het dubbelconcert van Dussek met het Rotterdams Philharmonisch Orkest onder leiding van Franz-Paul Decker. Sinds begin 2006 vormt zij een duo met violist/altist Gerrit Oldeman. Van 2012 af vormen zij met Benzion Shamir een trio in de zeldzame samenstelling van twee violen en piano.

## Muziekrecensente
Van 1950 tot de eeuwwisseling was Elly Salomé muziekrecensente. Zij begon bij het Rotterdamsch Parool en eindigde bij NRC Handelsblad. Tevens publiceerde zij talloze artikelen in verschillende periodieken waaronder het landelijk Mens en Melodie en de maandelijkse tijdschriften van het Rotterdams Philharmonisch Orkest, genaamd Intermezzo en Ouverture. Als recensente was zij met Lex van Delden en Jan Mul te gast in het televisieprogramma van Willem Duys in 1962. Bovendien verzorgde Elly Salomé van 1985 tot 2005 de programmatoelichtingen voor de Rotterdamse Kamermuziekvereniging.

## Nevenactiviteiten
In de jaren vijftig begeleidde Elly Salomé het Toonkunstkoor Rotterdam. Eveneens in die jaren vergezelde zij vele ensembles om toelichtingen te spreken bij de programma’s van schoolconcerten. Twee bestuursfuncties zijn het vermelden waard. Jarenlang was zij secretaresse van de KNTV afdeling Rotterdam, later was zij nauw betrokken (tevens als secretaresse van het bestuur) bij de oprichting van de docentenvereniging van het Rotterdams Conservatorium.

## Familie
Salomé was enige dochter van Maria Jozina Adriana van Aartsen (1895-1989), dochter van een Vlissingse (huis)schilder, en Leendert Gerardus Salomé (1892-1966) die in 1955 na 35 jaar afscheid nam van de Rotterdamse confectiefabriek Em. Hertzberger.

## Overleden
Salomé overleed op 99-jarige leeftijd in het vernieuwde Rosa Spierhuis in Laren.